# Joseph Davidovitch
Pour les articles homonymes, voir Dawidowicz.
Joseph Davidovitch (Josek Leib Dawidowicz, dit Joseph Davidovitch ou Joseph Dawidowicz), né le 5 février 1906 à Szczerców (Pologne) et exécuté le 28 décembre 1943 à Bourg-la-Reine (France), est un militant communiste polonais, membre de la résistance française durant la Seconde Guerre mondiale.

## Éléments biographiques
Devenu très jeune militant communiste, il doit fuir la Pologne à l'âge de 16 ans pour l'Allemagne, où il séjourne de 1922 à 1925, année où il s'installe à Strasbourg. Il travaille alors comme tailleur et est un militant très actif au sein du syndicat CGTU de sa profession.

### Expulsion
Son engagement, notamment lors de la grève d'avril 1930, lui vaut une mesure administrative d'expulsion du territoire, à laquelle il refuse de se conformer. C'est sur instruction du Parti communiste qu'il retourne en Allemagne, dans la Sarre alors sous administration française, pendant les cinq années suivantes.

### Retour en France
De retour en France, il est arrêté et condamné pour infraction à l'arrêté d'expulsion, et effectue quinze jours de détention. Il finit par obtenir, sur intervention du Secours populaire, un sursis, et s'installe à Paris, où il reprend ses activités professionnelles et syndicales.

### Menacé d'expulsion
De nouveau arrêté en 1937 lors d'une manifestation, il est condamné toujours pour infraction à l'arrêté d'expulsion, et effectue dix semaines de détention. Malgré des interventions en sa faveur de Marcel Cachin, Jacques Grésa, Prosper Môquet et Marcel Brenot, secrétaire de l'union des syndicats CGT de la région parisienne, il reste sous le coup d'un arrêté d'expulsion et se retrouve dans la clandestinité à partir de 1939.

### Volontaire étranger
Il s'engage cependant dans l'armée française dès le déclenchement de la guerre, et sert au sein du 23e régiment de marche des volontaires étrangers. Fait prisonnier au front en juin 1940, il est libéré de ses obligations militaires à la fin du mois.
En juin 1941, il refuse de se rendre à une convocation de la police vichyste qui souhaite l'interroger sur sa situation en tant que « Juif ». Actif au sein des réseaux de résistance communiste, il finit par rejoindre les FTP-MOI en juin 1942, dont il devient le commissaire politique et trésorier pour la région parisienne. C'est lui qui propose Missak Manouchian comme responsable militaire.

### Soupçonné et exécuté
Arrêté en octobre 1943, il aurait révélé un certain nombre d'informations qui, recoupées avec les résultats de filatures menées par les Brigades spéciales des Renseignements généraux de la préfecture de police de Paris, auraient permis le démantèlement d'une partie de son organisation, et notamment du groupe Manouchian.
Ces soupçons, ainsi que les conditions assez suspectes de son « évasion », conduisirent les FTP-MOI à décider de son exécution le 28 décembre.